# NGC 1140
NGC 1140 è una galassia irregolare situata prospetticamente nella costellazione di Eridano alla distanza di circa 58 milioni di anni luce dalla Terra.
È una galassia starburst del tipo Wolff-Rayet per la presenza di una abbondante di stelle di questo tipo. Il tasso di formazione stellare è simile a quello della Via Lattea pur avendo dimensioni di un decimo rispetto alla nostra galassia.

L'elevata formazione di nuove stelle conferisce alla galassia una colorazione bluastra e pertanto la fa rientrare nella categoria della galassie nane compatte blu.
Si ritiene che l'attività di formazione stellare sia iniziata recentemente in termini astronomici, circa 5 milioni di anni fa. 

La metallicità delle stelle è piuttosto bassa e questo rende la composizione di NGC 1140 paragonabile a quella della galassie primordiali.
La formazione di nuove stelle massicce comporta tuttavia una vita estremamente breve che esiterà in esplosioni di supernova i cui venti spingeranno le nubi di gas circostanti verso lo spazio intergalattico, togliendo così la disponibilità di materia prima per la formazione di altre stelle, processo che si esaurirà in tempi brevi.